# Ničija zemlja (2001.)
Ničija zemlja je film bosanskohercegovačkog redatelja Danisa Tanovića.
Film je osvojio mnogobrojne međunarodno priznate nagrade. Među ostalima:
- Oscar 2001. za najbolji strani film
- Cesar 2002. za najbolji prvi dugometražni film
- Nagrada Europske filmske akademije 2001. za najbolji scenarij
- Zlatni globus 2001., za najbolji strani film
- Filmski festival u Cannesu 2001., nagrada za najbolji scenarij
- FIPRESCI 2001., Motovun film festival, za najbolji film
- Nagrada za najbolji film (ocjenjivački sud i publika) 2001., Sarajevo film festival

## Radnja
Bosna, godine 1993. u jeku ratnih zbivanja na komadu minirane ničije zemlje susreću se dva Bošnjaka i Srbin. Dok jedan Bošnjak i Srbin verbalnim duelima rješavaju svoje osobne frustracije, treći vojnik leži na bombi koja će eksplodirati ako se pomakne. U pomoć im priskače časnik UNPROFOR-a, ugrožavajući svoj položaj. O cijelom slučaju ubrzo saznaju novinarske ekipe, te cijeli slučaj poprima dramatične razmjere. 